# Cal Just (Pradell de la Teixeta)
Cal Just és una casa de Pradell de la Teixeta (Priorat) inclosa a l'Inventari del Patrimoni Arquitectònic de Catalunya.

## Descripció
Edifici de planta rectangular, bastit de maçoneria arrebossada i pintada cobert per una teulada a dues vessants, de planta baixa, pis i golfes. A la façana s'obren dues portes i dues finestrelles a la planta baixa, quatre balcons al pis i quatre finestres a les golfes. Cal destacar, com a element arquitectònic, la porta principal, dovellada, amb restes d'un escut a la clau.

## Història
Amb una certa probabilitat cal datar l'edifici, atesa la seva situació, a les darreries del segle xviii, i fruit de la reconstrucció d'un edifici preexistent. Amb posterioritat es feren reformes interiors i, darrerament s'agençà la porta petita com la de l'entrada, reservant l'altra per als baixos on hi ha els elements auxiliars de l'explotació agrícola.